# Lex Calpurnia
La lex Calpurnia de repetundis, emanata nel 149 a.C. nell'antica Roma, introdusse il reato di concussione (frode allo stato). Al fine di giudicare i colpevoli di questo reato venne istituita la 1° Quaestio Perpetua, un tribunale speciale che serviva appunto per giudicare i colpevoli di concussione.
Questa legge si rese necessaria soprattutto per limitare il potere dei proconsoli (magistrati che terminato il proprio mandato venivano mandati a governare una provincia) i quali potevano applicare il loro imperium senza che nessuno potesse controllarli o limitarli. 
Successivamente la Lex sarà modificata con un plebiscito su iniziativa di Caio Gracco.  Una "lex Acilia Repetundarum" del 122-123 la modificò infatti in senso criminale , da recuperatoria come era nella originaria configurazione.
| Controllo di autorità | VIAF (EN) 194951043 · GND (DE) 4167513-7 |